# H.A. Brendekilde
Hans Andersen Brendekilde (født 7. april 1857 i Brændekilde, død 30. marts 1942 i Jyllinge) var en dansk kunstmaler. Han hed oprindeligt Andersen til efternavn og tog navneforandring i marts 1884.
Brendekilde var træskærer og stenhuggersvend og fulgte på Kunstakademiet uddannelsen som modellerer (skulptur). På Kunstakademiet mødte han L.A. Ring, der kom fra fattige kår i landsbyen Ring. Og han fik en lang række venner. I sit debutværk Fra landsbyen fra 1882 blev netop landsbymiljøet motivet. Senere lavede han socialrealistiske værker som Udslidt fra 1889, der forestiller en landarbejder, som er faldet om på marken. Som flere af hans hovedværker findes det på Brandts i Odense.
Andre af hans værker findes på Vejen Kunstmuseum, Aros i Aarhus, Kunsten i Aalborg, Statens Museum for Kunst, Ribe Kunstmuseum, Bornholms Kunstmuseum og Skovgaard Museet i Viborg. Hundreder af hans værker er tilgængelige på danske og udenlandske museer og samlinger. Blandt andet ca. 40 oliemalerier og et par hundrede tegninger og akvareller samt kunsthåndværk i form af glas, keramik og kobbertøj. Brendekilde nåede senere det meget idylliske i landlivet som børn i leg.

## Uddannelse
I 1871-1874 var Brendekilde i lære som træskærer og stenhugger hos Wilhelm Hansen i Odense. På lærepladsen fik han flere gode venner som mesters søn, Aksel Hansen, der som uddannet billedhugger har lavet skulpturen Ekko. I 1877 fik han undervisning af blomstermaler O.A. Hermansen i København for at få adgang til Kunstakademiet. I 1877-1881 gennemgik han uddannelsen som billedhugger på Kunstakademiet (modelskolen). Han havde billedhuggerne Jens Adolf Jerichau og Harald Conradsen som lærere. Efter afsluttet uddannelse traf han et afgørende valg, nemlig at kaste sig over malerkunsten.

## Liv og karriere
Sammen med akademikammeraten L.A. Ring havde han fælles værelse og atelier i Herluf Trolles Gade i København. Hans venskab med L.A. Ring medførte, at han traf sin senere kone ved et besøg hos Ring. Brendekilde boede i Holckenhus, Vestervoldgade 90.3 fra 1903 til 1925.
Brendekilde havde debut som maler på Decemberudstillingen på Charlottenborg i (1881) 1882.
Lars Ebbesen, der ejede gården Petersminde i Raagelund på Fyn, hørte fra en fælles bekendt om Brendekildes modgang og fattige kår i København og inviterede ham til at bo hos sig kvit og frit. Det tog Brendekilde imod i 1883 med flere længere ophold indtil 1885 og derefter mange korte besøg. Brendekilde bad Lars Ebbesen invitere L.A. Ring, som det gik endnu dårligere i København. På den måde blev Brendekilde drivkraft bag den enestående kunstnerkoloni Raagelund, der udover ham selv og Ring også omfatter H.P. Carlsen, Søren Lund og Julius Paulsen. Brendekilde hjalp Ring i en krisetid ved at tage ham med på disse ophold. Både Brendekilde og Ring fik et livslangt venskab med gårdejer Ebbesen.
Brendekilde ydede som håndværker afgørende bidrag til formgivning og dekoration, design. Han blev den første kunstner, der arbejdede med keramik hos Kähler i Næstved fra 1885-1907. Her løftede han værkstedet fra produktion af lertøj og kakler til at skabe kunsthåndværk. Han stod bag en lignende udvikling af Fyns Glasværk 1901-1904. Han er den første danske maler, der selv udskærer rammerne til malerier, så de bliver en del af billedet. Det starter han med som barn, og gør det fra ca. 1884 på større oliemalerier. De første udstilles i 1888 på Den Store Nordiske Kunstudstilling i København, hvor J.F. Willumsen og Harald Slott-Møller blev inspireret til at lave deres personlige rammer. Han lavede former og dekorationer til Ole Rasmussens kobbertøj i Næstved. Det er svært at spore konkret, da Ole Rasmussens (1891-1944) arbejder er stemplet med hans navn. Meget foregik jo uformelt dengang. Og sandsynligvis laver han også forlæg til tekstiler på samme måde som Elise Constantin-Hansen, Suzette Holten (Skovgaard), Constantin Hansen til Thorvald Bindesbøll. De forlæg er lige så svære at spore som kobbertøjet.

## Motiver/Temaer

### Socialrealistiske motiver
| - Aksesamlere, Raagelund, 1883, Brandts - Fortrykt, 1887, Brandts - Afskeden, 1890, Brandts - Tøsne, 1895, Brandts |

### Religiøse motiver
| - En landevej, 1893, Statens Museum for Kunst. - Kain / Kain ved sit arbejde i marken efter at have ihjelslået sin broder Abel, 1896, Frimurerlogerne, Saxogade 15, Aalborg - Abels offer, 1908, Dahesh Museum of Art, New York - Katolsk pater foran en sarkofag, 1909 malet i Italien. Privateje. |

Brendekildes baggrund var afgørende for hans opfattelse af verden og valg af motiver fra det fattige landboliv. Brendekilde var indædt socialist – og malede de første danske malerier af fattige akssamleres vilkår, stensamlernes og skærveslagernes arbejde. Det kulminerer med Udslidt, der blev et af de mest virkningsfulde og berømte danske malerier. Flere af disse malerier har en religiøs grundtone som En Landevej fra 1893, hvor den unge tømrer prædiker for stenslageren og hans hustru.

### Udslidt
I 1889 udstillede Brendekilde Udslidt på verdensudstilling i Paris. Her havde Danmark og Norge udstillingslokaler ved siden af hinanden. I Norges lokaler udstillede Edvard Munch maleriet Morgen. Ralph Sonne argumenterer i sin bog H.A. Brendekilde - Værk og betydning i dansk kunst- og kulturhistorie for, at Munch var inspireret af Brendekildes Udslidt til Skriget. Idet Brendekildes Udslidt med kvinden der skriger er malet fire år før Edvard Munchs Skrik, og Munch maler flere skitser til Skrik umiddelbart efter Verdensudstillingen i Paris. Skitser der minder påfaldende om skikkelserne på Brendekildes Stensamlere og Udslidt. Ralph Sonne dokumenterer i sit arbejde, at Udslidt er det første maleri i moderne malerkunst, hvor en levende person skriger. Endvidere dokumenterer han ud fra et tidligere, mindre maleri af Stensamlere i bogen, at Udslidt er malet på Fyn nord for Raagelund og må opfattes som et revolutionsbillede. Også fundet af et foto af den oprindelige ramme, som Brendekilde skar til Udslidt. Udslidt er et mesterværk langt forud for sin tid - også internationalt. Det ser også ud til, at Brendekilde har inspireret Gustav Vigeland til hans skrigende skulpturer Redsel (1892) og Mann (1893) samt også Finlands nationalmaleri: Akseli Gallen-Kallelas Lemminkäinens moder (1897). Brendekilde er en helt central billedkunstner i skildringen af landboliv i 1882-1920'erne. Han hører til det moderne gennembrud, den del man ofte omtaler som det folkelige gennembrud, ligesom hans gode ven L.A. Ring og forfattere som Martin Andersen Nexø, Jeppe Aakjær og Johan Skjoldborg, der alle er født i fattige kår på landet.

### Sædemanden
Brendekildes maleri Sædemanden blev solgt på auktion 18. maj 2015, med to titler En sædemand på marken ved Brendekilde Kirke og En sædemand på marken en solbeskinnet forårsdag ved Brendekilde Kirke. Maleriet er fra 1914 og er olie på lærred 49 x 76 cm. Kirken er dog ikke Brændekilde Kirke men Holme Olstrup Kirke, foto af kirkerne viser det, og Ralph Sonne skriver i sin bog om Brendekilde, at det er Holme Olstrup Kirke.
Det fremgår af Ralph Sonnes bog, at Brendekildes Sædemanden på mange måder er centralt i Brendekildes malerkunst. Dels fordi hele denne fortælling fra Bibelen understreges af, at Brendekilde ikke har villet medtage Sydbanen, den jernbane der skærer sig gennem billedet foran kirken, og som vi kender fra Rings Banevogteren, landsbyen Ring. Herved bliver Sædemanden pludselig et centralt værk blandt Brendekildes mange tilsyneladende realistiske fremstillinger. At udelade jernbanen er symbolsk og viser, at Brendekilde går en helt ny vej. Ikke i malerkunstens historie, men i hans kamp mod de mange ændringer, der gradvis eliminerer hele landbokulturen. Han havde en fast tro på, at hans fremstilling af de lyse og idylliske sider af den gamle landbrugskultur kunne bruges i denne kamp for hans gamle ”jordkammerater, blomsterne” (citat fra brev) som han dyrkede de sidste mange år som gartner i sit paradis, haven i Jyllinge. Her malede han næsten kun idyller og hverdagsskildringer, dog også ekstremt usædvanlige og anderledes billeder af Sjælenes Vandring (1918) og Elverdans i Skoven (1931). I Jyllinge var han en central figur i hele den kunstnerkoloni, man benævner Lille Skagen.

### Glaskunst
Brendekilde var tilknyttet Fyens Glasværk fra 1901 til 1904, hvor han stod på glasværkets lønningsliste. Han var en af de første kunstnere, der arbejdede med glas i Danmark. Andre er C.F. Liisberg og Knud Erik Larsen, der også udførte enkelte arbejder for Fyens Glasværk omkring 1900. Brendekilde designede mere end 125 emner med botaniske motiver og fugle til vaser, lampefødder, kander med mere.

### Kobbertøj og keramik
|  |  |  |  | Brendekilde kontaktede Kählers værksted i Næstved og blev værkstedets første kunstner. Han forsynede vaser, krukker med mere med figurmalerier og små skulpturer som snegle, måger, havfruer og havmænd. Han farvelagde dem med glasur. Brændingen stod værkstedet for. |

## Rammen som en del af værket
Brendekilde, der har stået i lære som billedskærer, begynder i 1888 (måske allerede i 1884) at skære rammer til egne malerier til 1908. Denne form for kunsthåndværk bliver en del værket og kan tolkes ind i det og har samtidig en dekorativ funktion. I 1888 skærer han rammer til Forår og Kvinde der plukker Anemoner. Forår har en ramme med tudser hele vej rundt, og Kvinde der plukker Anemoner har trekløver, der i hjørnerne bliver til firkløver, skiftevis med anemoner på hele rammen.
Brendekildes Kain fra 1896 har bånd af tulipaner udskåret på rammen. Maleriet Konsul Mogensen og Slægt er dekoreret med en frise af stiliserede plantedele, som kan opfattes som agern og egeblade. Midt på hver rammeside er billedbåndet brudt af en solsikke omgivet af anemoner.
Skovtur ved Odense Å har en forgyldt ramme, der er 11,8 cm bred med et billedbånd på ca. 1,5 cm med stiliserede blomster, egeblade og andre ornamenter.
Oprindeligt havde Udslidt en ramme udskåret af Brendekilde. Den var ca. 40 cm bred med tre forskellige cirkulære mønstre i karvesnit og en diameter på ca. 18 cm. Mønstrene kendes fra manglebrætter

## Nye teorier og fund
Ralph Sonne fremfører nye teorier og fund i sin bog om lokaliteter: Sædemanden har Holme Olstrup Kirke i baggrunden. Desuden har Sonne sporet et fotografi af Telemachos, en afgangsopgave fra Kunstakademiet 1881, og foto af den originale ramme om Udslidt.
Brendekilde anses i dag som en meget betydelig maler af børnenes helt almindelige hverdag og leg på landet i idylliske miljøer. Hans malerier af børn har på den måde meget til fælles med Carl Larssons akvareller fra Sundborn i Dalarne.
Brendekilde anså sine motiver for vigtigere end sig selv. Man forledes til at tro, at de kun er realistiske. Når man fordyber sig i detaljerne, viser de ofte symbolske undertoner og dybt alvorlige konflikter. Brendekildes mere idylliske malerier fra hans sidste leveår er efterlignet af mange og ikke sjældent med forfalsket signatur. Hans tidlige malerier fra den socialrealistiske periode har som L.A. Rings malerier inspireret en helt ny generation af yngre socialrealister til at male motiver fra landet. Motiver der afspejler aktuelle problemer. Det gælder fx Søren Hagen, Søren Martinsen, Ulrik Møller og Allan Otte.

## Gengivelser af kunstneren
Der findes følgende gengivelser af Brendekilde: Maleri af L.A. Ring, 1882. Afbildet på radering af Adolph Larsen, 1899: Musik i atelieret. Buste af Rasmus Andersen, 1901 (Odense bys museum). Maleri af Kamma Jessen, født Brendekilde.

## Hæder
- 1886, 1889, 1890 Kunstakademiets rejselegat
- 1892 Den Raben-Levetzauske Fond
- 1892 Den Hielmstierne-Rosencroneske Stiftelse
- 1894 Det anckerske Legat
- 1889 Bronzemedalje Paris ; måske er det sølv
- 1892 Kunstakademiets Årsmedalje for Forår,
- 1893 Eckersberg Medaillen
- 1893 medalje Chicago
- 1896 Eibeschütz' Præmie for Kain

## Privat
Brendekilde blev gift med Ida Juliane Antonie Brendekilde (1860-1920), født Nielsen, der stammede fra Holtug. Parret fik tre døtre: Maren, Kamma og Erna. Parret blev skilt, og i 1918 giftede han sig med Maren Kristine Hansen (1872-1956), og de fik sønnen Arne. Kamma og Arne er hhv. kendt som maler og arkitekt.
H:A: Brendekilde ligger begravet på Solbjerg Parkkirkegård på Frederiksberg.

## Galleri
| - De første anemoner, 1889, privateje - En forårsdag, o. 1890 - Sæbebobler, 1906, privateje - Susaavej 3, Lille Næstved. Familien Rasmussens hus, 1907, foto Helle Cole. Ole Rasmussen er ikke med på dette maleri, det er derimod hans forældre og ældste søn Harald mellem sin farmor og farfar. I baggrunden tre af Oles fem børn. |